# Фарамон, Александр

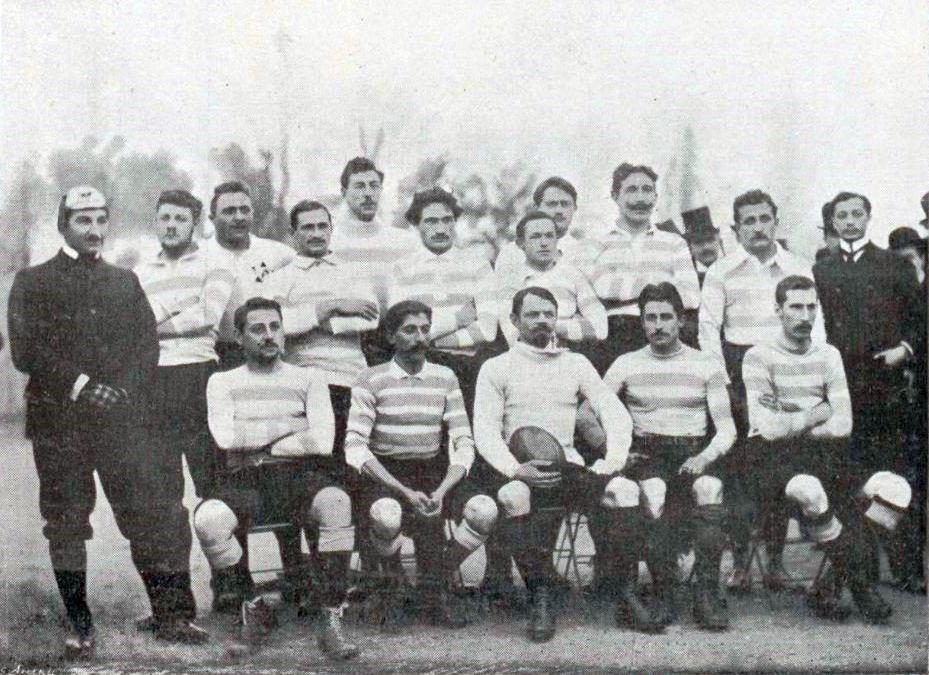
«Расинг» в 1899 году

Александр Фарамон (фр. Alexandre Pharamond; 20 октября 1876, Париж — 4 мая 1953, Нёйи-сюр-Сен) — французский регбист, чемпион летних Олимпийских игр 1900.
На Играх Фарамон входил в сборную Франции по регби, которая, обыграв Германию и Великобританию, стала победительницей турнира и получила золотые медали. Выступал за команды «Расинг» и «Стад Франсе».